# Freeman (rapero)
Freeman, también conocido como Malek Sultan o Tuco (de verdadero nombre Malek Brahimi) es un bailarín de breakdance y rapero francés, nacido el 9 de mayo de 1972 en Argel (Argelia).

## Biografía
A finales de 1988, Freeman conoce a Akhenaton (rapero) y Shurik'N que forman entonces un grupo de rap llamado B. Boys Stance. Malek se une, como bailarín de breakdance, a este grupo que se cambia de nombre a IAM en octubre de 1989. Sus primeras apariciones en el grupo sirven de intermedios cómicos sobre los dos primeros álbumes del grupo (Do the raï thing y Le Retor de Malek Sultan).
Progresivamente, Freeman va cogiendo más el micro dentro del grupo. Sus primeras apariciones como rapero empiezan en el año 1997 con la canción Un bon son brut pour les truands del álbum de IAM: L'école du micro d'argent y con el sencillo Independenza.
En marzo de 1999, Freeman lanza su primer álbum, en colaboración con K-Rhyme Le Roi : L'Palais de justice. En el año 2000, participa como actor en la película de Akhenaton (rapero) y Kamel Saleh Comme un aimant; y en 2001, lanza un maxi de 7 canciones titulado Mars Eyes, con la colaboración notable de sus acólitos Akhenaton (rapero) y Shurik'N en la canción Le Barème.
No es hasta el lanzamiento del cuarto álbum del grupo IAM Revoir un printemps cuando Freeman sale completamente de su rol de bailarín de breakdance en el seno de IAM para convertirse en un MC a tiempo completo.
En abril de 2007 Freeman aparece en el quinto álbum del grupo IAM, Saison 5. El 19 noviembre de ese mismo año, junto con K-Rhyme Le Roi y DJ 2Shé, lanza el álbum L’égalité dans la différence (la igualdad en la diferencia) bajo el nombre (de grupo) de MC Arabica. Finalmente en marzo de 2008 lanza su segundo álbum completo en solitario: L'Espoir D'un (C)rêve.